# Don Bosco (1935)
Don Bosco ist der Titel eines italienischen Schwarz-Weiß-Films des Regisseurs Goffredo Alessandrini aus dem Jahr 1935. Die Premiere fand Mitte April 1935 in Italien statt. Produziert wurde der Film durch das Haus Lux Film. Für die Zusammenstellung des Materials waren Onororato Castellino und Rufillo Uguccioni verantwortlich.

## Handlung
Don Bosco wächst in der Gegend um Monferrato im Piemont auf, besucht nach seiner in jungen Jahren erfolgten Berufung das Priesterseminar, arbeitet im Erziehungs- und Sozialwesen der Großstadt Turin, wo er sich vor allem um benachteiligte Kinder und Jugendliche kümmert, gründet den Salesianer-Orden und wird nach seinem Tode heiliggesprochen.

## Kritik
Die zeitgenössische Kritik lobte Alessandrini als intelligenten Regisseur, dem es gelinge, eine Stimmung wahrer Poesie und dramatischer Kraft auf die Leinwand zu bringen. Unter der Schauspielern wurde vor allem der Darsteller der Titelrolle hervorgehoben.

## Bemerkungen
Für die Szenographie war Teonesto De Abate zuständig. Zahlreiche Darsteller sind Laien, darunter viele Mitglieder des Salesianer-Ordens.